# Olga Scheinpflugová
Olga Scheinpflugová (Slany, 3 de desembre de 1902 - Praga, 13 d'abril de 1968) fou una actriu i escriptora txeca. El seu pare era l'escriptor, periodista i autor teatral Karel Scheinpflug. El 1935, es casà amb l'escriptor Karel Čapek.

## Biografia

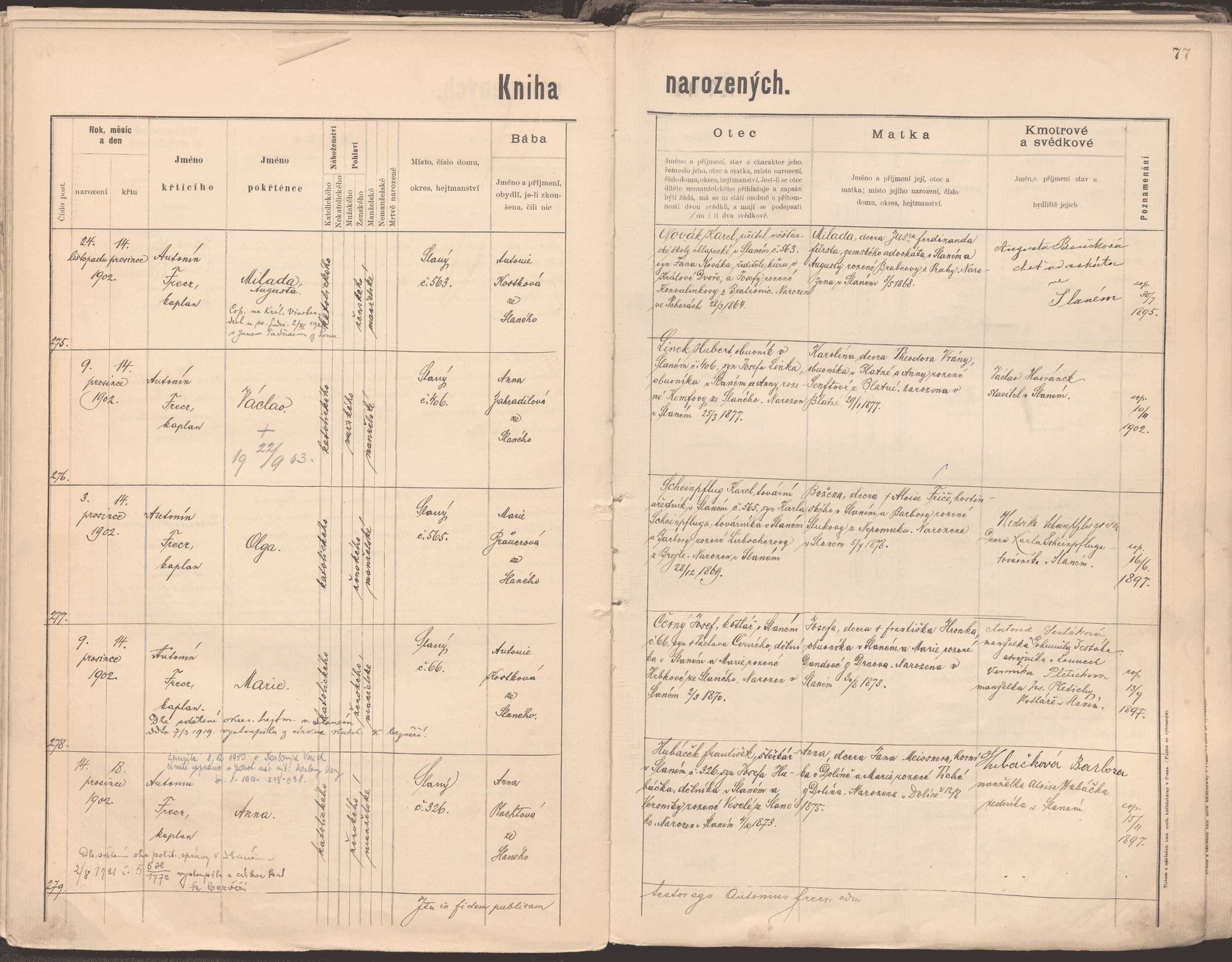
Olga Scheinpflugova birth record (SOkA Kladno)

Scheinpflugová va començar a actuar ben jove, quan estudiava a l'institut a Slaný. A partir de 1917 estudià a l'escola de comerç de Praga. Al mateix temps es formà en art dramàtic rebent classes particulars de Marie Hübnerová. El 1920 la van contractar al Teatre Švanda i dos anys més tard va esdevenir membre del Teatre de la Ciutat, al districte Královské Vinohrady de Praga. El 1920 va conèixer Karel Čapek i van fer amistat. L'any 1929 va començar a actuar al Teatre Nacional de Praga, on va romandre, amb dues curtes interrupcions, fins a la seva mort. Al llarg de la seva carrera va col·laborar amb nombrosos directors respectats, entre els quals destaquen J. Kvapil, J. Bor, K. H. Hilar, J. Frejka, Otomar Krejča i Alfréd Radok. El 1935 es va casar amb Karel Čapek, però el matrimoni fou curt perquè Čapek morí de pneumònia el 1938. Arran de l'ocupació alemanya, va ser interrogada per la Gestapo perquè les obres de Čapek eren clarament antifeixistes.
En paral·lel a la seva activitat com a actriu, va conrear l'escriptura. Inicialment va publicar sobretot en diaris, però des de la meitat dels anys 1920 es van començar a editar els seus llibres. És autora de setze novel·les, deu llibres infantils, set col·leccions de poemes i deu obres teatrals. Algunes de les seves obres es van portar al cinema. El tema principal els seus escrits és el paper de la dona en el món modern. El seu casament amb Karel Čapek va tenir una profunda influència tant en la seva carrera d'actriu com en la seva obra literària.
Olga Scheinpflugová va morir l'abril de 1968, d'un atac de cor que va patir a l'escenari, mentre interpretava l'obra La Mare, escrita pel seu marit Karel Čapek.

## Obres seleccionades
- Madla z cihelny (Madla de la bòbila) (1933)
- Okénko (Finestreta) (1933)
- Andula vyhrála (Andula va guanyar) (1938)
- Švadlenka (La cosidora) (1936)
- Dobře situovaný pán (Un home acomodat) (1939)
- Sobota (Dissabte) (1944)
- Český román (Novel·la txeca) (1946) – novel·la autobiogràfica
- Byla jsem na světě (Ella estava en el món) – memòries inacabades, publicades pòstumament (1988)